# 안골선
안골선(-線)은 조선민주주의인민공화국 자강도 만포시 문악역과 안골역을 잇는 철도 노선이다.

## 노선 정보
- 구간과 거리 : 문악역~안골역(거리는 대략 2.9km)
- 역 수 : 2개(양단역 포함)
- 궤도 간격 : 1435mm(표준궤)
- 전철화 구간 : 없음
- 복선 구간 : 없음

## 역 목록
| 역이름     | 영업 거리 (km) | 접속노선   | 소재지 | 소재지 |
| ---------- | -------------- | ---------- | ------ | ------ |
| 문악(文岳) | 0.0            | 북부내륙선 | 자강도 | 만포시 |
| 안골       | 2.9            |            | 자강도 | 만포시 |